# Картярська гра

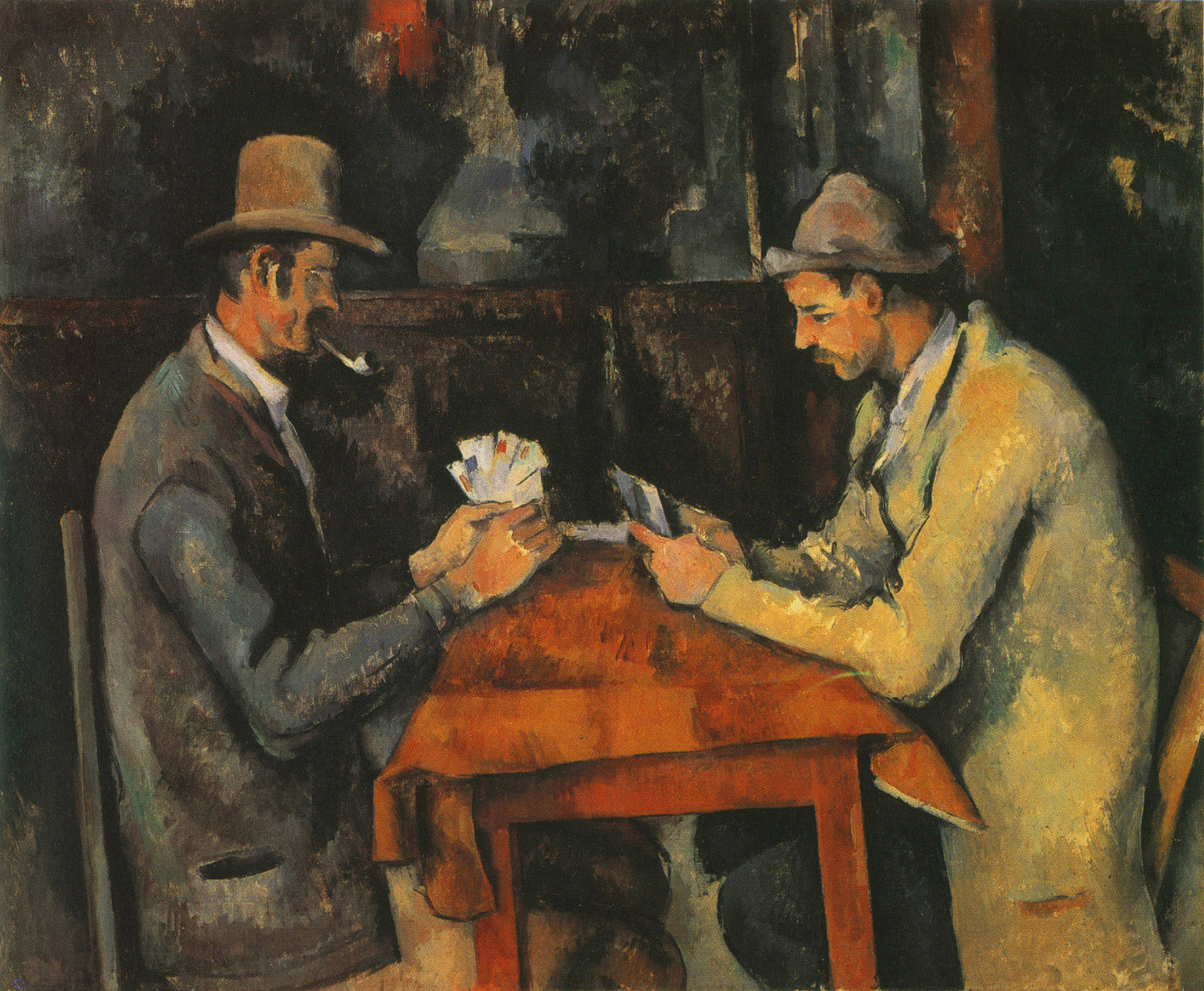
Гра в карти на картині Поля Сезанна

Картя́рська, картко́ва́ або картівна́ гра[джерело?] — гра, у якій використовують комплект гральних карт (колоду). Існує багато різних типів ігор, деякі з яких практикуються виключно як розвага, тоді як інші, зокрема бридж і скат, також практикуються як інтелектуальні види спорту з національними та міжнародними чемпіонатами. У карткові ігри можна грати за бали або домовлений приз для переможця гри. Існують індивідуальні картярські ігри (наприклад, пасьянс) і колективні (у яких ви граєте гуртом), або також ігри в парах.
Існують традиційні колоди карт або спеціальні (як таро). Стандартна колода розділена на чотири масті, у якій кожна карта має свій номінал — існують фоски (2, 3 4, 5, 6, 7, 8, 9, 10), картинки (В, Д, К) та туз (Т). Гра в карти виникла в Китаї, де гральні карти відомі з VI—IX століття. Карткова гра потрапила до Європи в XIV столітті. В Україну гральні карти прийшли з Польщі у XVI столітті.
Процес визначення початкового стану кожного туру гри називається роздачею карт і полягає в розкладанні визначеної правилами гри кількості карт на певні місця.
На прикладі гри в дурня: роздати кожному з гравців по 6 карт на руки (тобто щоб карти кожного гравця були відкриті тільки йому), покласти одну карту у відкриту (відкриту для всіх) на стіл, а карти, що залишилися, скласти стопкою в закриту (закритими для всіх).
Важливим принципом практично всіх карткових ігор є випадковість порядку карт у колоді. Перед використанням тієї ж колоди для наступної гри карти в ній перетасовують.